# یواس‌اس می-توو (اس‌پی-۱۵۵)
یواس‌اس می-توو (اس‌پی-۱۵۵) (به انگلیسی: USS Me-Too (SP-155)) یک کشتی بود که طول آن ۴۰ فوت (۱۲ متر) بود. این کشتی در سال ۱۹۱۳ ساخته شد.